# 徐扬
徐扬（1970年6月27日—），生于江苏，退役的中国跳高运动员。
他在1993年和1995年亚洲锦标赛上都夺得银牌，在1994年亚洲运动会上夺得铜牌。他也参加了1991年世界锦标赛和1992年奥林匹克运动会，都没有进入决赛。
他的个人最好成绩是2.31米，于1993年9月在北京取得。

## 外部連結
- 徐扬在的頁面